# Canredondo
Canredondo è un comune spagnolo di 76 abitanti (2022) situato nella comunità autonoma di Castiglia-La Mancia.